# Saidabad
Saidabad es una ciudad censal situada en el distrito de Delhi sur,  en el territorio de la capital nacional,  Delhi (India). Su población es de 10168 habitantes (2011). 

## Demografía
Según el censo de 2011 la población de Saidabad era de 10168 habitantes, de los cuales 5394 eran hombres y 4774 eran mujeres. Saidabad tiene una tasa media de alfabetización del 90,05%, superior a la media estatal del 86,21%: la alfabetización masculina es del 93,90%, y la alfabetización femenina del 85,72%.